# Магеллановы Облака

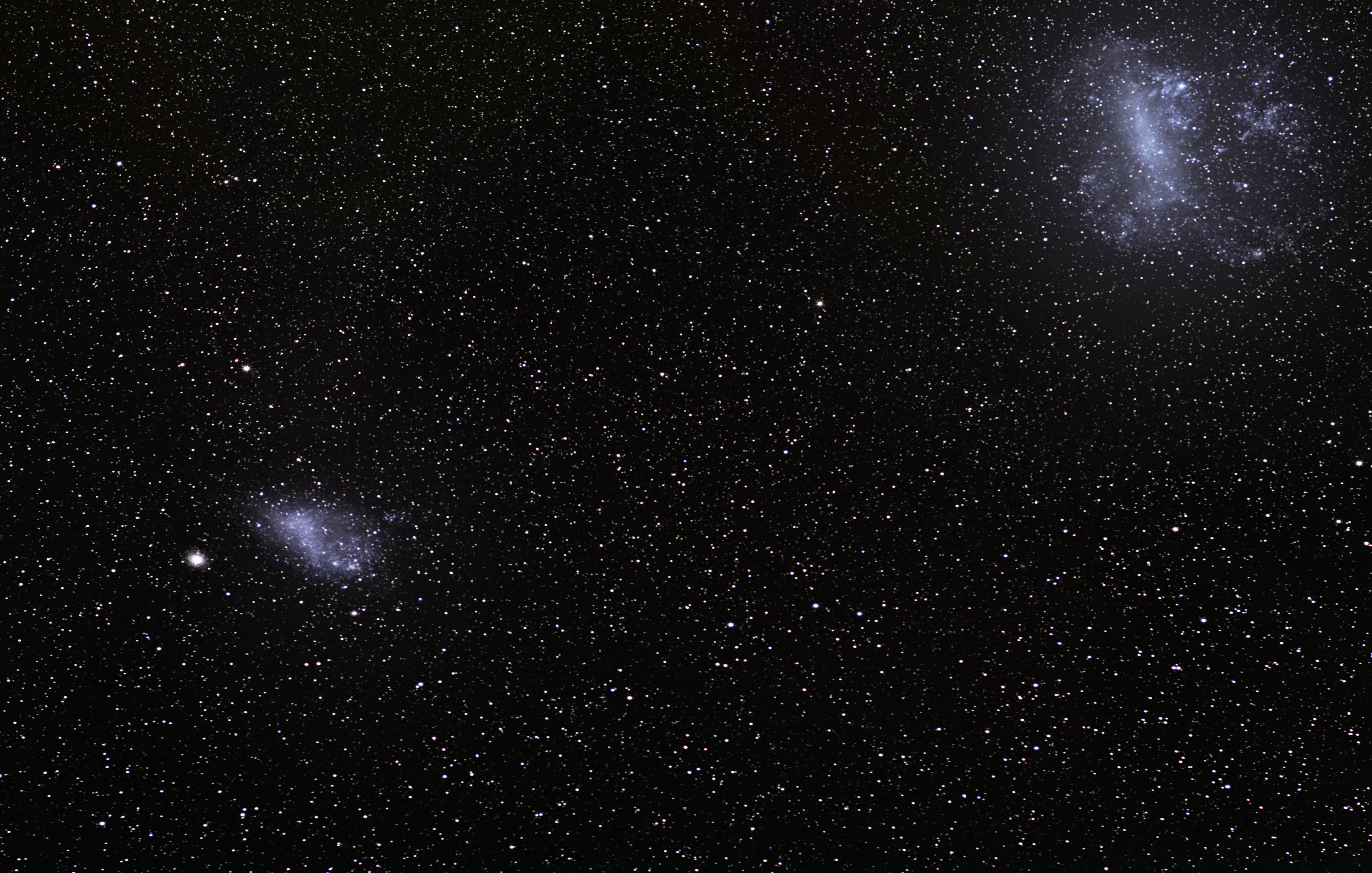
Магеллановы облака: Большое и Малое

Магеллановы Облака — две крупнейших галактики-спутника Млечного Пути: Большое Магелланово Облако и Малое Магелланово Облако. Они гравитационно связаны, имеют общую оболочку из нейтрального водорода и ещё несколько общих структур — их совокупность называется Магеллановой системой.
Большое Магелланово Облако находится на расстоянии в 50 килопарсек от центра Млечного Пути, а Малое — в 56 килопарсеках. Эти две галактики часто классифицируют как неправильные, однако в Большом Магеллановом Облаке присутствует некоторая упорядоченность структуры, и его правильнее относить к Магеллановым спиральным галактикам.
По сравнению с нашей Галактикой, Магеллановы Облака, особенно Малое, имеют более высокую массовую долю межзвёздного газа и более низкое содержание тяжёлых элементов. Отличия в химическом составе указывают на то, что в Магеллановых Облаках не было первоначальной вспышки звездообразования, в которой сформировалось большое количество звёзд, как в Млечном Пути.
Кроме галактик, в Магелланову Систему входит несколько связанных с ними структур: это Магелланов Поток из газа, протянувшийся на 180 килопарсек, Магелланов Мост из газа и звёзд, соединяющий галактики, а также общая оболочка из нейтрального водорода.

## Характеристики
Магеллановы Облака — две крупнейших галактики-спутника Млечного Пути: Малое Магелланово Облако (ММО) и Большое Магелланово Облако (БМО). Они находятся довольно близко друг к другу и гравитационно связаны. От Магеллановых Облаков тянется Магелланов Поток — вытянутая структура из нейтрального водорода. Кроме того, эта пара галактик имеет общую оболочку из нейтрального водорода, а между ними наблюдается «мост» из звёзд и газа — Магелланов Мост. Совокупность этих галактик и их общих структур называется Магеллановой системой.

### Галактики
Большое Магелланово Облако находится на расстоянии в 50 килопарсек от центра Млечного Пути, а Малое — в 56 килопарсеках, а расстояние между Магеллановыми облаками составляет 21 килопарсек. Эти две галактики часто классифицируют как неправильные, однако в Большом Магеллановом Облаке присутствует некоторая упорядоченность структуры, и его правильнее относить к Магеллановым спиральным галактикам.
|                                        | БМО           | ММО          |
| -------------------------------------- | ------------- | ------------ |
| Склонение (J2000)                      | −69° 45′ 22″  | −72° 48′ 01″ |
| Прямое восхождение (J2000)             | 5ч 23м 34,6с  | 0ч 52м 38,0с |
| Расстояние до Солнца                   | 50 кпк        | 59 кпк       |
| Диаметр                                | 9,9 кпк       | 5,8 кпк      |
| Масса                                  | 0,6—2⋅1010 M⊙ | 3—5⋅109 M⊙   |
| Масса нейтрального атомарного водорода | 7⋅108 M⊙      | 5⋅108 M⊙     |
| Масса молекулярного водорода           | 108 M⊙        | 7,5⋅107 M⊙   |
| Число звёзд                            | 5⋅109         | 1,5⋅109      |
| Металличность [Fe/H]                   | −0,30         | −0,73        |
| Абсолютная звёздная величина (V)       | −18,5m        | −17,07m      |
| Видимая звёздная величина (V)          | +0,4m         | +1,97m       |
| Показатель цвета B−V                   | +0,52m        | +0,61m       |
| Видимые на небе угловые размеры        | 5,4° × 4,6°   | 2,6° × 1,6°  |

#### Состав и звёздное население

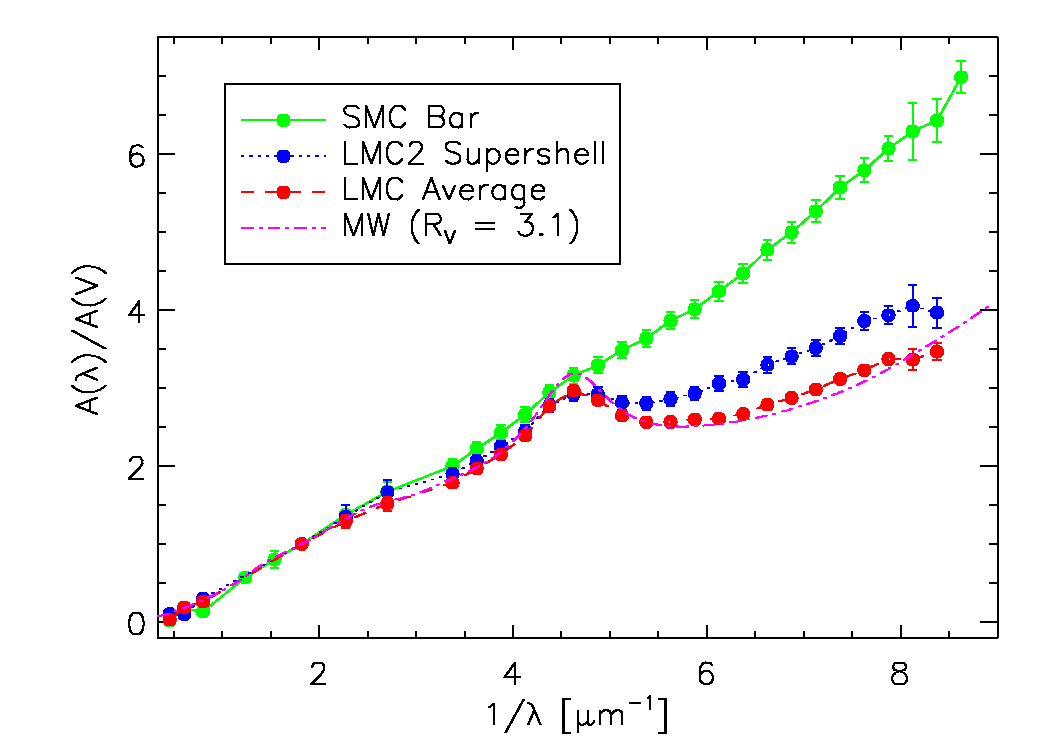
Зависимость величины межзвёздного поглощения от обратной длины волны для Млечного Пути (MW), Большого (LMC) и Малого (SMC) Магеллановых Облаков

По сравнению с нашей Галактикой, Магеллановы Облака, особенно Малое, имеют более высокую массовую долю межзвёздного газа: в БМО доля нейтрального водорода выше в несколько раз, чем в Млечном Пути, а в ММО — выше на порядок. Содержание тяжёлых элементов в Магеллановых Облаках, наоборот, значительно ниже, чем в Млечном Пути. Известно, что межзвёздное поглощение в Магеллановых Облаках усиливается в коротких волнах более резко, чем в Млечном Пути, что, возможно, вызвано отличиями в химическом составе.
Отличия в химическом составе указывают на то, что в Магеллановых Облаках не было первоначальной вспышки звездообразования, в которой сформировалось большое количество звёзд, как в Млечном Пути, но при этом звездообразование в Магеллановых Облаках началось в то же время, что и в Млечном Пути, поскольку в Магеллановых Облаках также наблюдаются старые объекты. Темп звездообразования в Большом Магеллановом Облаке заметно повысился 3—5 миллиардов лет назад. Малое Магелланово Облако находится в более ранней стадии эволюции, чем Большое, и в нём более низкий темп звездообразования.

#### Звёздные скопления и области звездообразования
Системы звёздных скоплений в Магеллановых Облаках отличаются от таковой в Млечном Пути. Шаровые скопления, содержащие много звёзд, в нашей Галактике — старые объекты с возрастами более 12 миллиардов лет, в то время как в Магеллановых Облаках есть две группы богатых звёздами скоплений. Одни скопления сходны с шаровыми звёздными скоплениями нашей Галактики: они имеют красные цвета, низкие металличности, в некоторых из них наблюдаются переменные типа RR Лиры. Другие скопления имеют более голубой цвет и возрасты менее 1 миллиарда лет: в этом они похожи на рассеянные скопления, но содержат гораздо больше звёзд, имеют большие размеры и формы, близкие к сферическим. Такие объекты называют молодыми населёнными скоплениями (англ. young populous clusters), подобные объекты в Млечном Пути неизвестны. Рассеянные скопления в Магеллановых Облаках в целом похожи на таковые в нашей Галактике.
В Большом Магеллановом Облаке находится самая яркая область H II во всей Местной группе — 30 Золотой Рыбы, также известная как туманность Тарантул. Её диаметр составляет 200 парсек, вблизи её центра располагается молодое и очень массивное звёздное скопление R136. В этом скоплении есть звёзды очень больших масс, в том числе самая массивная из всех известных — R136a1, масса которой составляет 265 M⊙.

#### Переменные звёзды
В Магеллановых Облаках наблюдаются переменные звёзды различных типов. Например, цефеиды в среднем имеют меньшие периоды, чем в нашей Галактике. По всей видимости, это связано с более низкой металличностью Магеллановых Облаков, благодаря которой цефеидами могут становиться звёзды меньших масс, чем в Млечном Пути.
В 1987 году была зарегистрирована единственная за историю наблюдений сверхновая в Большом Магеллановом Облаке — SN 1987A. Она является ближайшей к нам со времён вспышки сверхновой 1604 года.

#### Движение
Магеллановы Облака обращаются друг относительно друга с периодом в 900 миллионов лет, а вокруг Млечного Пути делают один оборот за 1,5 миллиарда лет. За несколько последних орбитальных периодов происходили сближения галактик друг с другом вплоть до расстояний 2—7 килопарсек — последнее сближение случилось 200 миллионов лет назад. Максимальное расстояние между галактиками при их орбитальном движении может достигать 50 килопарсек.

### Окружение галактик
К Магеллановой системе, кроме двух галактик, относятся различные связанные с ними структуры: Магелланов Поток, Магелланов Мост и общая оболочка из нейтрального водорода. Все эти структуры содержат 37% всего нейтрального атомарного водорода в Магеллановой системе.

#### Магелланов Поток

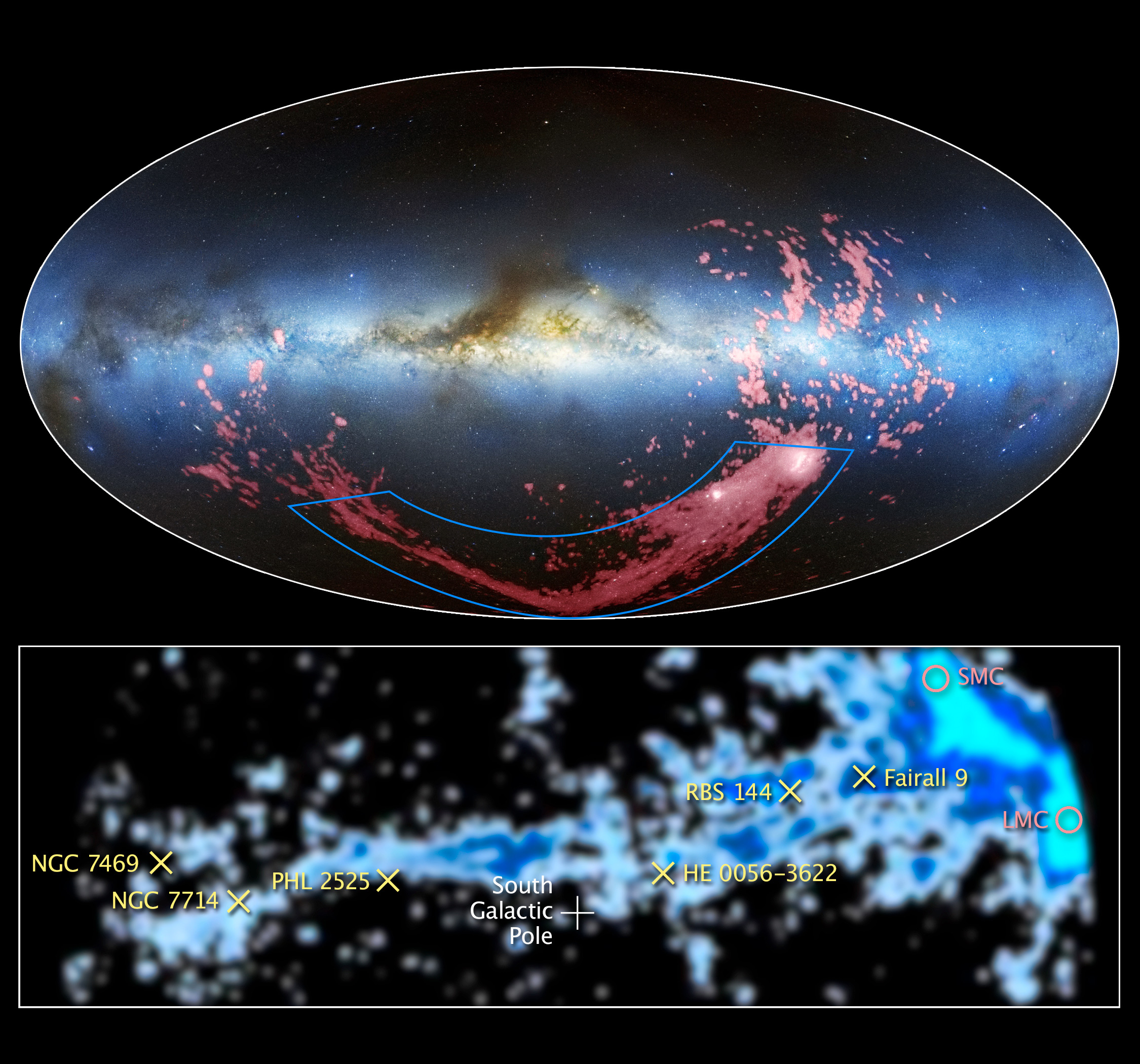
Магелланов Поток

От Магеллановых Облаков исходит вытянутый поток газа — Магелланов Поток. Он имеет длину около 180 килопарсек (600 тыс. световых лет) и проходит в обе стороны от Магеллановых Облаков: в направлении их движения и против него. На небесной сфере Магелланов Поток занимает дугу протяжённостью 180° или даже больше и проходит через южный полюс Галактики. Магелланов поток наблюдается только в радиодиапазоне, в нём не наблюдается звёзд. Его масса составляет 5⋅108 M⊙, вещество Магелланова Потока перетекает в Млечный Путь: скорость перетекания составляет 0,4 M⊙ в год для нейтрального водорода и как минимум столько же — для ионизованного.
Магелланов поток образовался из вещества одного из Магеллановых Облаков — по всей видимости, Малого, но точный механизм этого процесса неизвестен. Предполагается, что Малое Магелланово Облако потеряло часть массы либо из-за лобового давления при последнем прохождении через диск Млечного Пути, либо в результате приливных взаимодействий Облаков друг с другом или с нашей Галактикой.

#### Магелланов Мост
Магелланов Мост — структура из газа и звёзд, которая соединяет Магеллановы Облака. Масса нейтрального водорода в нём составляет 3,3⋅108 M⊙, а ионизованного — 0,7—1,7⋅108 M⊙. Иногда отдельно от Магелланова Моста рассматривают так называемый Хвост Малого Магелланова Облака (англ. Small Magellanic Cloud Tail) — область, которая примыкает к Малому Магелланову Облаку. В частности, Хвост отличается от Моста значительно более низкой долей ионизованного газа.
Считается, что Магелланов Мост образовался 200 миллионов лет назад при последнем сближении Облаков друг с другом. Под воздействием приливных сил часть массы Малого Магелланова Облака образовала эту структуру. В Мосте присутствует как молодое звёздное население, которое сформировалось уже после возникновения Моста, так и более старое, содержащее звёзды возрастами от 400 миллионов до 5 миллиардов лет. Также в Мосте обнаружено несколько звёздных скоплений.

#### Общая оболочка из нейтрального водорода
Большое и Малое Магеллановы Облака имеют общую оболочку из нейтрального водорода, которая имеет угловой размер в десятки градусов. Наличие такой структуры указывает на то, что Облака гравитационно связаны уже долгое время.

### Эволюция системы
Неизвестно, сформировались ли Магеллановы Облака изначально как пара галактик, или же стали парой галактик лишь относительно недавно. Считается, что галактики гравитационно связаны как минимум последние 7 миллиардов лет.
На современные параметры обеих галактик значительно повлияла история их взаимодействия друг с другом и с нашей Галактикой. Например, Большое Магелланово Облако изначально представляло собой тонкий диск без бара, но за последние 9 миллиардов лет из-за приливных взаимодействий с этими двумя галактиками в Большом Магеллановом Облаке возник бар и гало, а толщина диска увеличилась.
В будущем произойдёт слияние Магеллановых Облаков с нашей Галактикой. Для Большого Магелланова Облака наиболее вероятное время, через которое произойдёт слияние — 2,4 миллиарда лет, что раньше, чем ожидаемое столкновение Млечного Пути и галактики Андромеды.

## История изучения

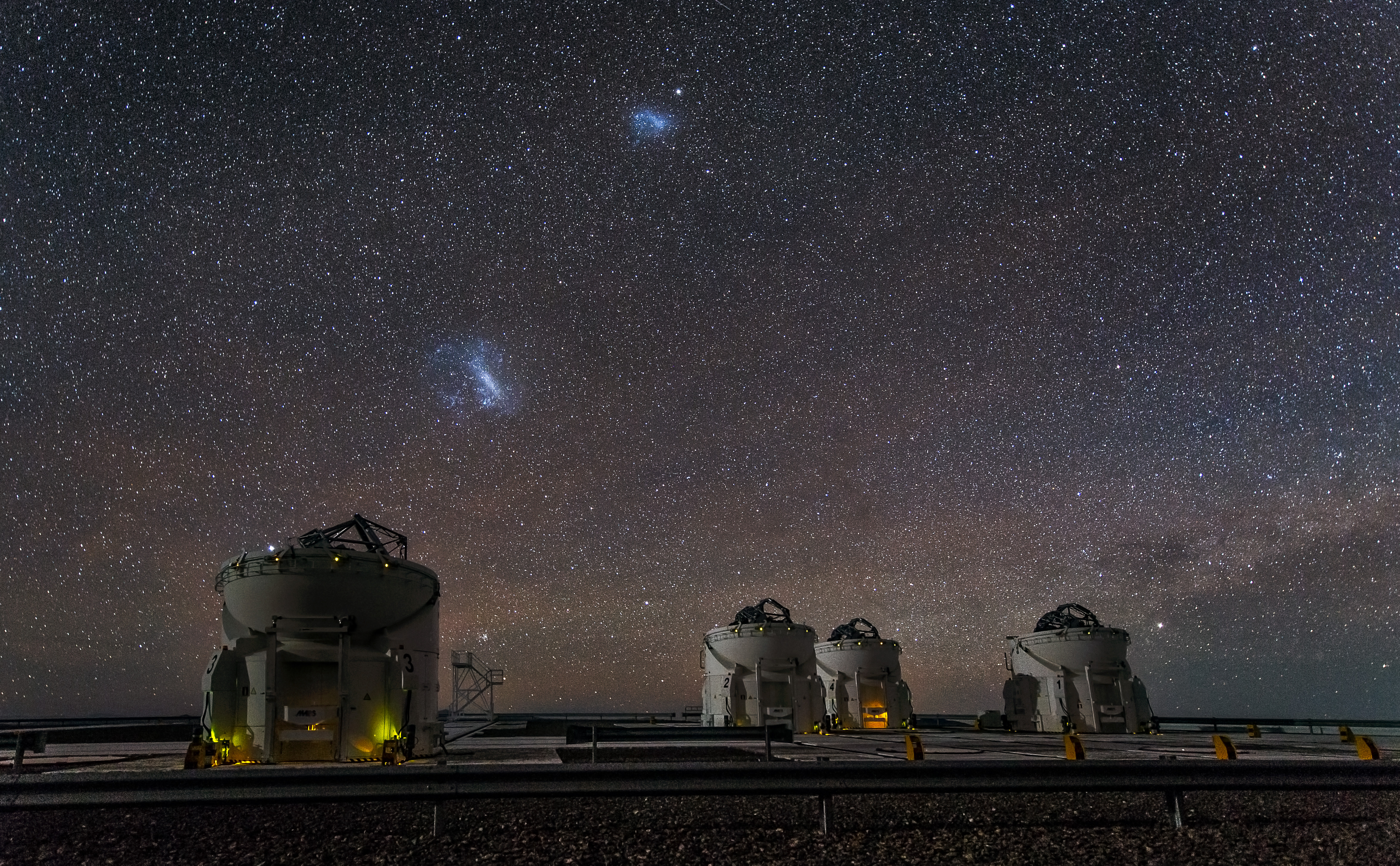
Большое и Малое Магеллановы Облака, вид из Паранальской обсерватории

Жителям Южного полушария Магеллановы Облака были известны с древности. Они находили отражение в культурах разных народов: например, некоторые южноамериканские племена представляли их как перья птиц нанду, а австралийские аборигены — как двух великанов, которые иногда спускаются с небес и душат спящих людей.
В Северном полушарии как минимум к X веку н. э. о Магеллановых Облаках было известно Ас-Суфи. Для мореплавателей Магеллановы облака представляли интерес тем, что находятся около Южного полюса мира, вблизи которого нет ярких звёзд.
Своё современное название Магеллановы облака получили в честь Фернана Магеллана, совершившего первое кругосветное плавание в 1519—1522 годах. Один из членов команды Магеллана, Антонио Пигафетта, дал описание этим объектам. Кроме того, Пигафетта верно предполагал, что Магеллановы Облака состоят из отдельных звёзд.
В 1847 году Джон Гершель опубликовал каталог 244 отдельных объектов в Малом Магеллановом Облаке и 919 — в Большом, с координатами и короткими описаниями. В 1867 году Кливленд Эббе впервые сделал предположение, что Магеллановы Облака — отдельные от Млечного Пути галактики.
С 1904 года сотрудники Гарвардской обсерватории начали открывать цефеиды в Магеллановых Облаках. В 1912 году Генриетта Ливитт, которая также работала в Гарвардской обсерватории, обнаружила для Магеллановых Облаков зависимость между периодом и светимостью для цефеид. Это соотношение в дальнейшем стало играть важную роль в измерении расстояний между галактиками. С 1914 года астрономы Ликской обсерватории начали систематически измерять лучевые скорости эмиссионных туманностей в Магеллановых Облаках. Выяснилось, что все эти объекты имеют большие положительные лучевые скорости — это стало свидетельством в пользу того, что Магеллановы Облака отделены от Млечного Пути. Эти три открытия, а также обнаружение с помощью радиотелескопов нейтрального водорода в Магеллановых Облаках и вокруг них Харлоу Шепли в 1956 году назвал важнейшими достижениями, связанными с Магеллановыми Облаками. Кроме того, он отметил ещё несколько открытий: например, обнаружение различных звёздных населений в Магеллановых Облаках. Различные важные для астрономии открытия оказались возможны, в частности, из-за того, что Магеллановы Облака располагаются достаточно близко к Млечному Пути, но при этом удалены от его диска и на них слабо влияет межзвёздное поглощение; кроме того, расстояния от Земли до объектов каждого из Магеллановых Облаков практически одинаково, так что различие видимых звёздных величин наблюдаемых там объектов равно различию их абсолютных звёздных величин. По этим причинам Шепли называл Магеллановы Облака «мастерской астрономических методов».
Позднее в XX веке также было сделано большое количество открытий: например, был обнаружен Магелланов Поток, открыты рентгеновские источники в Магеллановых Облаках, с помощью космического телескопа IRAS была изучена пылевая составляющая Облаков.

### Комментарии
1. ↑  Расстояния от этих галактик до Солнца составляют, соответственно, 50 и 59 килопарсек[6].
2. ↑  Значения линейного размера и углового не соответствуют друг другу, поскольку указан линейный размер, измеренный по изофоте 25m на квадратную секунду в фотометрической полосе B, и угловой — по видимому на небе размеру[16][17]